# Adam Hinrich Schwartz

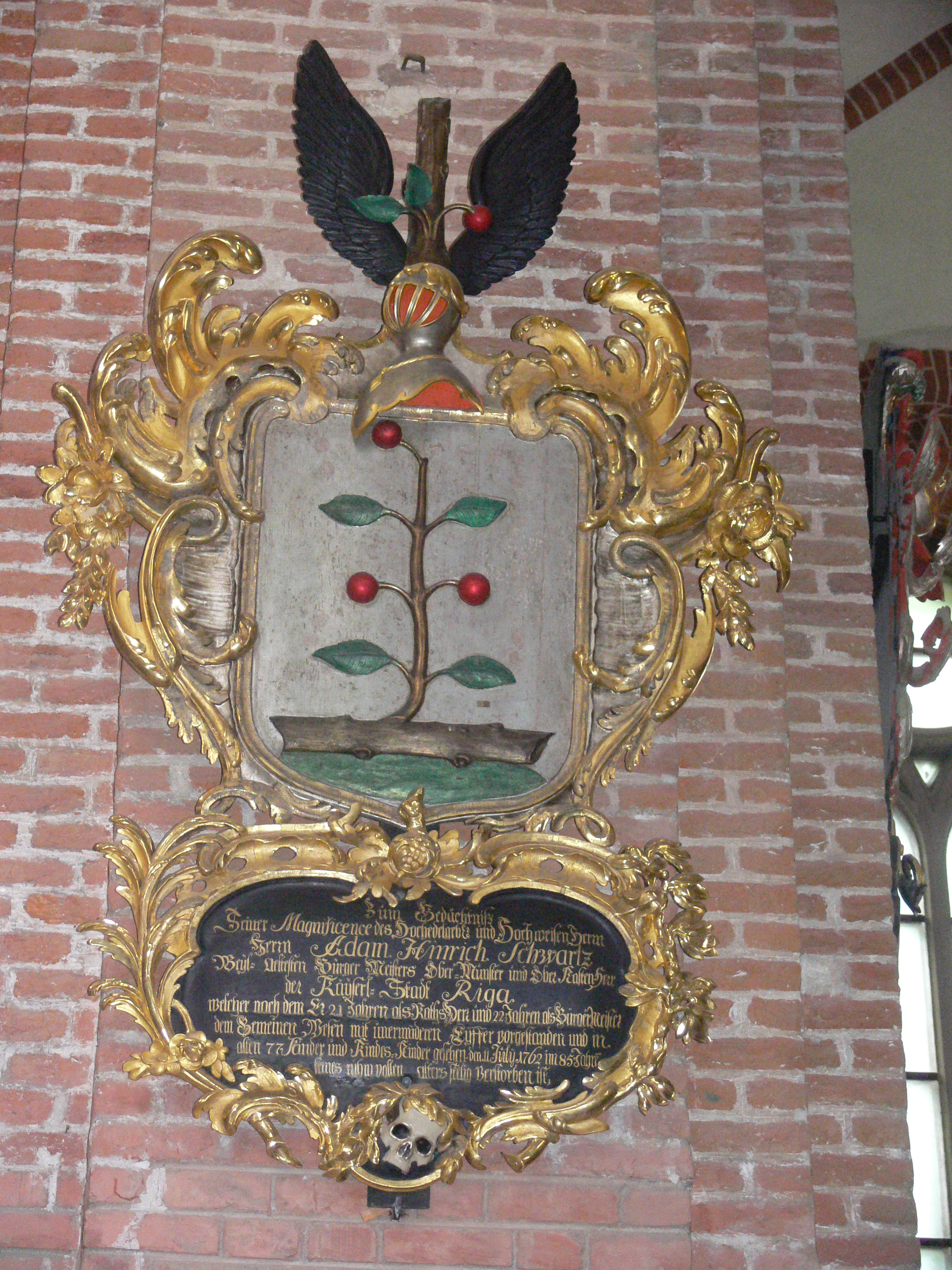
Wappen-Epitaph von Adam Hinrich Schwartz in der Petrikirche (Riga)

Adam Hinrich Schwartz (* 24. Mai 1678 in Narva; † 11. Juli 1762 in Riga) war ein deutschbaltischer Bürgermeister von Riga.

## Familie
Adam Hinrich Schwartz war Sohn des Johann Christoph Schwartz (gest. 1699), der Bürgermeister in Narva war. Er war verheiratet mit Anna Helena Gnospelius und gilt als Stammvater beider Rigaschen Linien der Familie Schwartz, der älteren Rigaschen Linie seines erstgeborenen Sohnes Johann George (1712–1780) sowie der jüngeren Rigaschen Linie seines achten von neun Kindern, seines fünften Sohnes Johann Christoph (1722–1804).

## Leben
Schwartz besuchte die Stadtschule in Narva und absolvierte dort eine kaufmännische Lehre. Von 1696 bis 1704 war er in verschiedenen kaufmännischen Stellungen in Narva, Novgorod, Holland und England tätig; 1705 wurde er in Riga als Fleisch- und Getreidehändler sowie als Reeder ansässig; oft hielt er sich auch in Holland, England und Schweden auf.
1717 wurde er Bürger in Riga und Bruder der Großen Gilde, 1719 Ratsherr, 1740 Bürgermeister und 1754 Ältester Bürgermeister in Riga, wo er mehrere Immobilien besaß. Er setzte sich für den Wiederaufbau Rigas nach dem Großen Nordischen Krieg ein.

## Werke
- Discours si les pais du nord sont faits, pour produire de grands genies?[3][4]